# La Secta (lucha libre)
La Secta fue un stable heel de lucha libre profesional en Lucha Libre AAA Worldwide bajo cuatro nombres diferentes. Consistía originalmente de los líderes Cibernético y El Mesías, así como de Dark Ozz, Dark Espiritu, Dark Cuervo  y Dark Escoria, y luego también incluyó a Billy el Malo, Chessman, Charly Manson y Taboo.

## Historia

### AAA
El grupo original se formó alrededor del heel Cibernético número uno de la promoción y se conocía como La Secta Cibernética. El grupo se formó a finales de 2005 cuando Cibernético, junto con sus antiguos socios criminales Chessman y Charly Manson, reclutaron a The Black Family para unirse y formar el súper stable La Secta. La primera y principal disputa de La Secta fue con La Parka (la versión AAA), quien dirigió un grupo de face en la guerra de pandillas. Esto llevó a una Luchas de Apuestas entre La Parka y Cibernético en Triplemanía XII donde La Parka derrotó a Cibernético y lo obligó a desenmascararse. Después de la pérdida de la máscara, Cibernético se obsesionó cada vez más con derrotar a La Parka, incluso trajo a Muerte Cibernética para apuntar a La Parka. Poco después de incorporar a Muerte Cibernética al grupo, Cibernético sufrió una lesión en la rodilla que lo dejaría fuera de acción por el resto de 2006. La disputa entre Muerta Cibernética y La Parka culminó en Triplemanía XIV, donde La Parka también desenmascaró a Muerta Cibernética.
Luego de desenmascararse y revelarse como Ricky Banderas cambió su nombre a "Asesor Cibernético" y apuntó al antiguo líder de La Secta, culpándolo de la mala suerte del stable.
Con Cibernético fuera del grupo, La Secta se convirtió en La Secta Diabólica con Asesor Cibernético como líder. La Secta pronto vio a los antiguos socios de Cibernético, Chessman y Charly Manson, volverse técnicos y ponerse del lado de Cibernético construyendo una nueva guerra de stables. Cibernético y Asesor Cibernético se enfrentaron en Guerra de Titanes en un partido en el que Cibernético venció a su oponente en una lucha de ataúd y luego su grupo salió y lo ayudó a arrojar el ataúd a un volcán activo (kayfabe). Por supuesto, esta era una historia, diseñada principalmente para permitir que Ricky Banderas regresara a Puerto Rico. Con Asesor Cibernético supuestamente muerto, The Black Family continuó con el nombre del stable.
Unos meses después de la "muerte" del Asesor Cibernético, Ricky Banderas regresó al evento Rey de Reyes, usando el nombre de "El Mesías". Una vez que Mesías regresó a AAA, el stable pasó a llamarse La Secta del Mesías. La Secta se convirtió en el rudo dominante en AAA y comenzó otra rivalidad con Cibernético y sus socios.
En el verano de 2008, parecía que había una brecha creciente entre el líder de La Secta, El Mesías, y Ozz. Esto llegaría a un punto crítico cuando El Mesías fue expulsado de La Secta en septiembre de 2008 por perder ante su viejo rival Vampiro en un Steel Cage Match. Desde ese momento, Ozz tomó el control del resto de la Familia Oscura para rehacer ese stable a partir de los escombros que era La Secta.

## Miembros

### Miembros anteriores
| Miembro                                  | Tiempo      |
| ---------------------------------------- | ----------- |
| Cibernético (líder 1)                    | 2005 – 2006 |
| Muerte Cibernética / El Mesías (líder 2) | 2006 – 2008 |
| Dark Ozz                                 | 2005 – 2008 |
| Dark Espíritu                            | 2005 – 2008 |
| Dark Cuervo                              | 2005 – 2008 |
| Dark Escoria                             | 2005 – 2008 |
| Charly Manson                            | 2005 – 2006 |
| Chessman                                 | 2005 – 2006 |

## Campeonatos y logros
- Lucha Libre AAA Worldwide
  - Megacampeonato de AAA (1 vez) – El Mesías (1)
  - Campeonato Mundial en Parejas de AAA (1 vez) – Cuervo & Ozz (1)
  - Campeonato Nacional Atómicos (1 vez) – Ozz, Escoria, Cuervo y Espiritu (1)